# Psineček výběžkatý

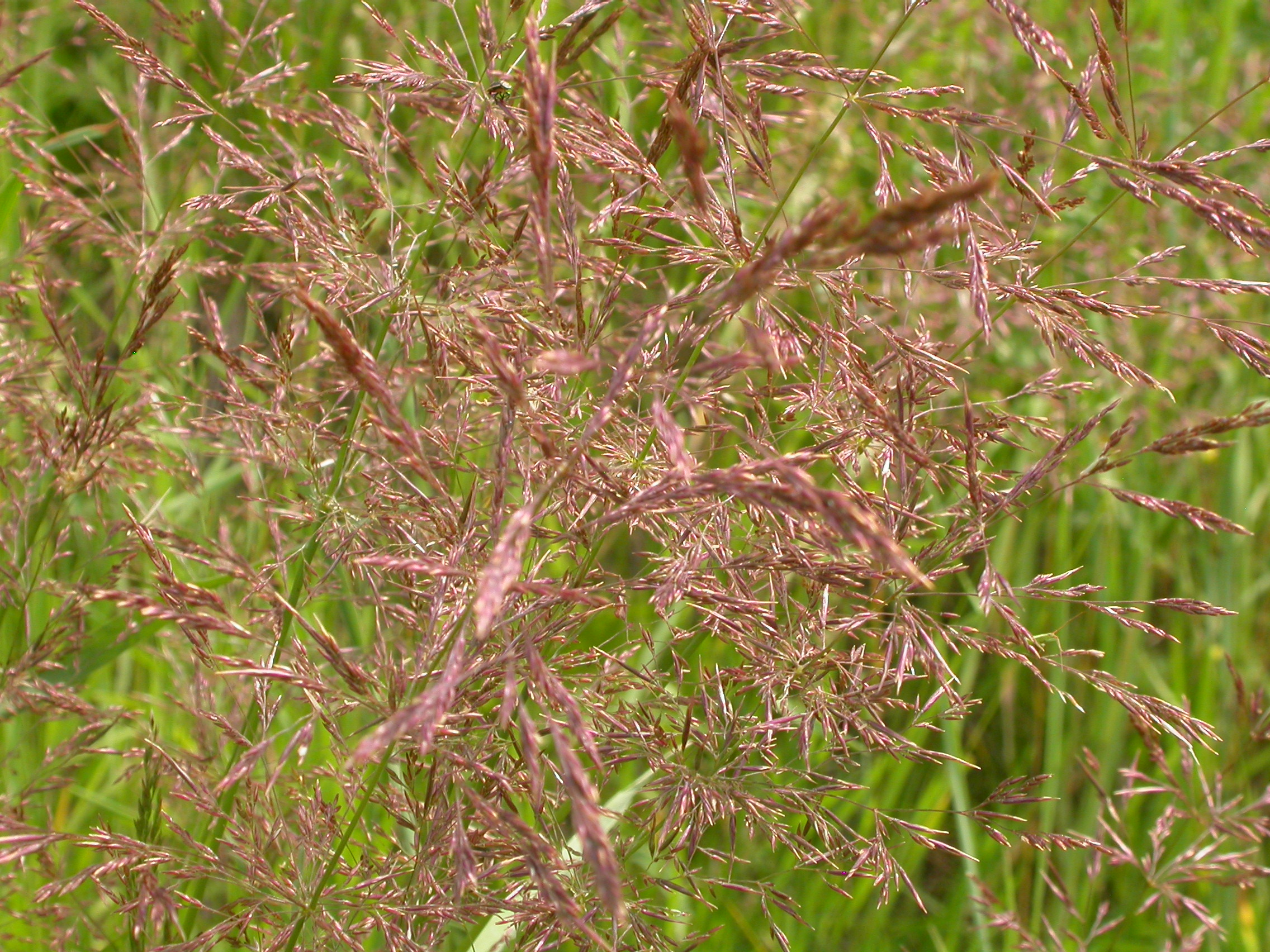
Laty květů

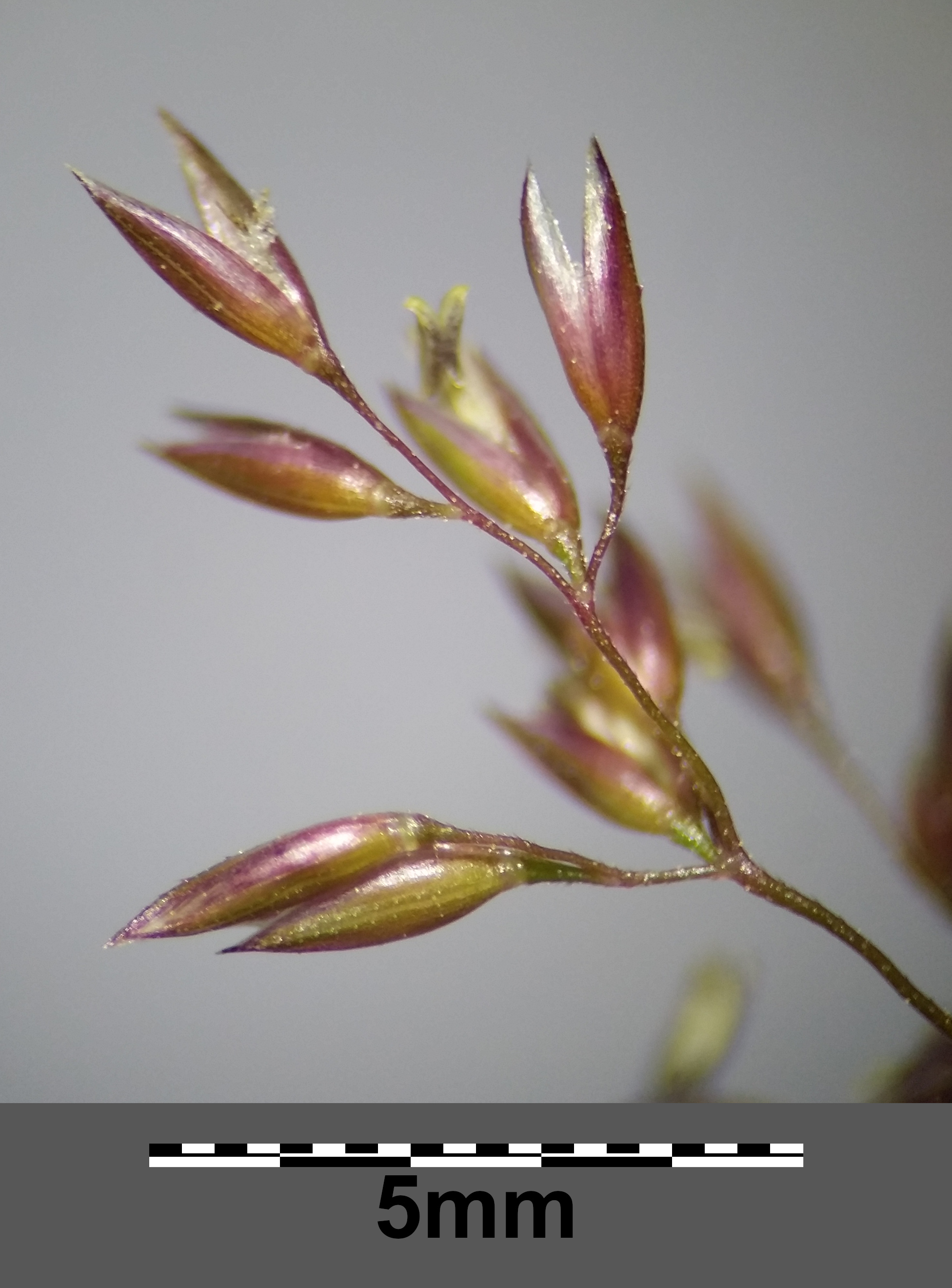
Část laty s klásky

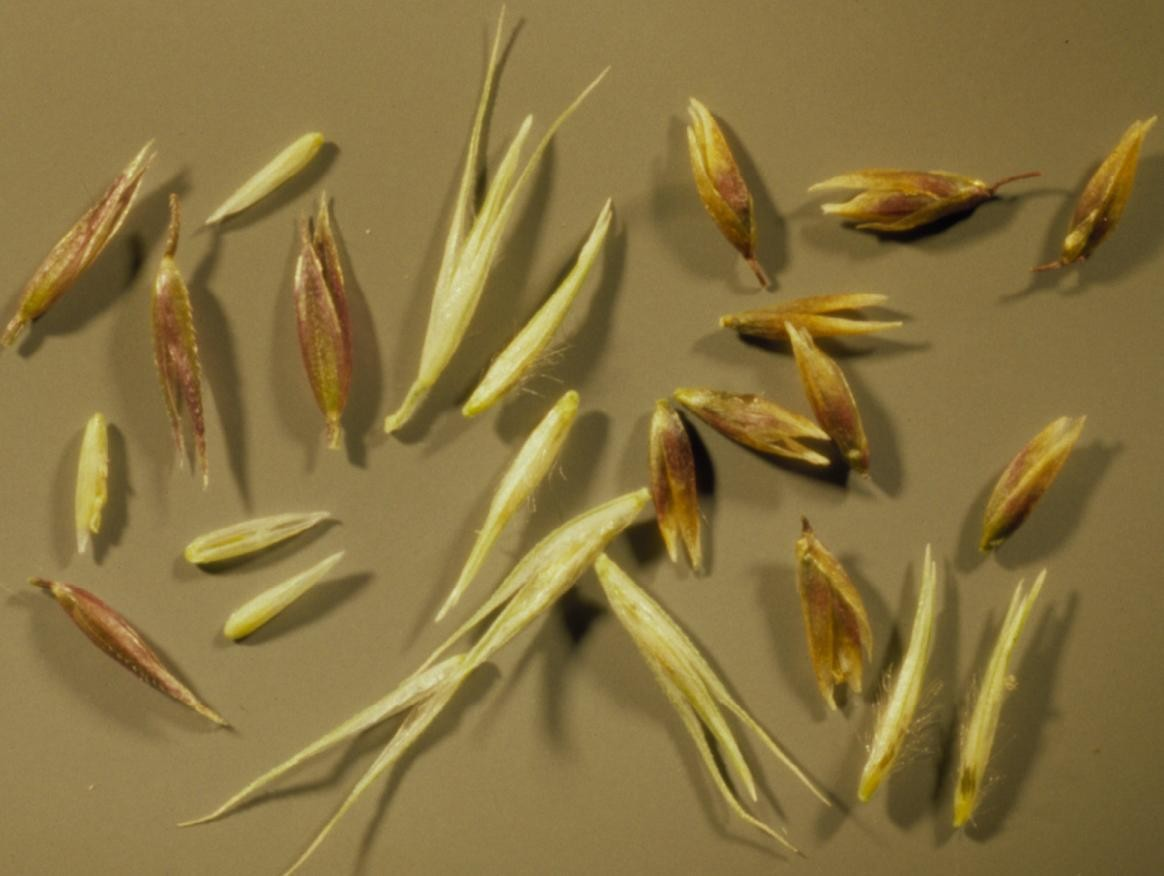
Obilky

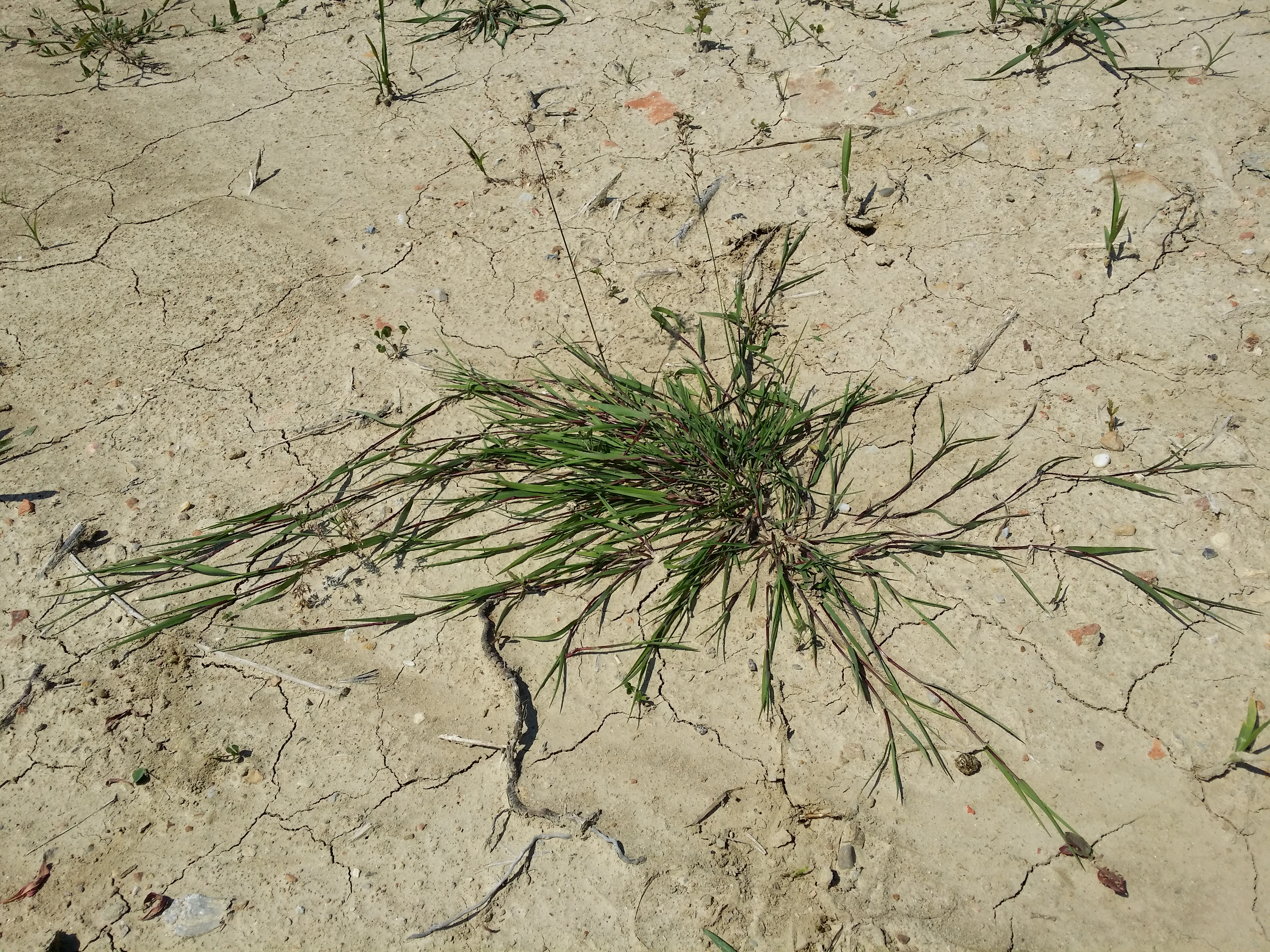
Trs s kořenující výběžky

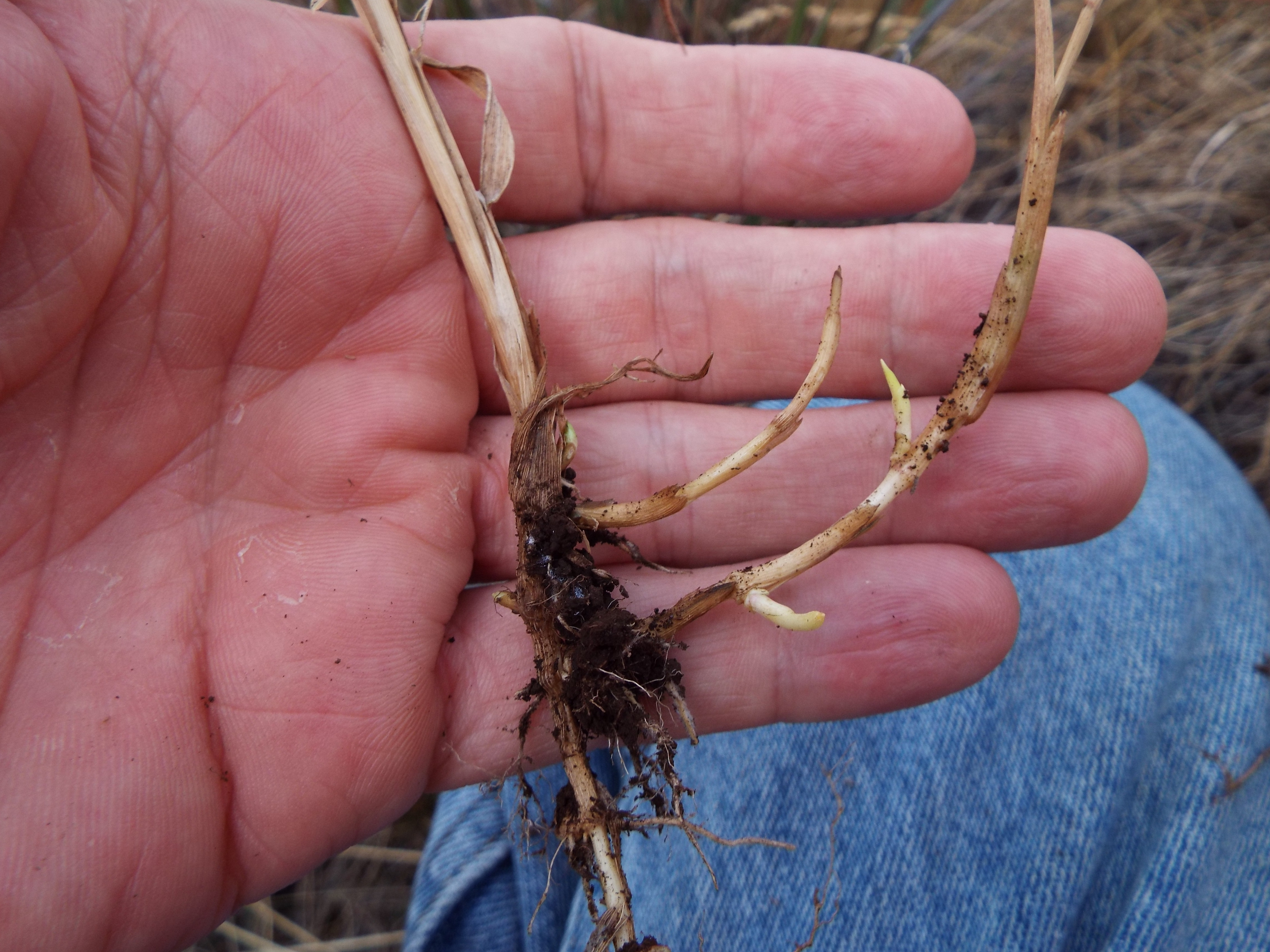
Podzemní oddenky

Psineček výběžkatý (Agrostis stolonifera) je vytrvalá rostlina s nadzemními olistěnými kořenujícími výběžky a se stébly vysokými od 20 po 80 cm. Tato tráva roste na vlhkých místech, kvete od června do srpna a často se vyskytuje jako pionýrská rostlina na narušených místech.

## Rozšíření
Je hojně rozšířenou bylinou, jeho původnost v některých částech severní polokoule však není řádně doložitelná. Obvykle je jeho výskyt uváděn téměř v celé Evropě, odkud přechází přes Malou Asii, Kavkaz a Sibiř do Střední Asie, téměř do celé Číny, Mongolska a dále východním směrem až po ruský Dálný východ. V Asii roste i v severních oblastech Indického subkontinentu a Indočíny. Za místa původního výskytu jsou také považované oblasti v severní Africe a Makaronésii.
Později byl v Asii rozšířen až do nejvýchodnějšího oblastí pevninského Ruska a na Korejský poloostrov, jakož i na ostrovy Japonska, Indonésie a na Tchaj-wan. S rozvojem zámořských obchodních cest byl zavlečen do Austrálie i téměř do celé Severní, Střední a Jižní Ameriky, jakož i na četné ostrovy v Pacifiku.
V České republice roste roztroušeně až hojně od nížin až do horských oblastí. Psineček výběžkatý je hemikryptofyt vystupující až do nadmořské výšky 1000 m n. m. Snáší i polostinná stanoviště, mimo osluněných luk a pastvin se vyskytuje i ve vlhkých světlých lesích.

## Ekologie
Tato bylina, šířící se často klonováním, osidluje různé vlhké biotopy od pastvin a slanisek přes vlhké písečné duny až po pole s ornou půdu a břehy vodních toků i nádrží. Vyskytuje se jak na místech slabě úživných, tak i na živinami bohatých. Může růst rovněž přímo v nehlubokých, později vysýchavých kalužích, kde její nadzemní prýty splývají po vodní hladině. Produkuje velký počet vegetativních výběžků i podzemních oddenků a brzy v okolí vytvoří souvislý travnatý porost.
Psineček výběžkatý je polyploidní komplex se základním chromozomovým číslem x = 7, u něhož byly zaznamenány tři cytotypy: tetraploidní (2n = 4x = 28), pentaploidní (2n = 5x = 35) a hexaploidní (2n = 6x = 42). Druh se vyznačuje velkou morfologickou variabilitou a je schopen se křížit s mnoha jinými druhy psinečků. Ve svém rozlehlém areálu je značně variabilní a vyskytuje se v celé řadě nejistých a tudíž neuznávaných vnitrodruhových taxonů.

## Popis
Psineček výběžkatý je vytrvalá travina s intenzivní tvorbou mnoha nadzemních, ve vlhku kořenujících výběžků dlouhých od 40 až po ojediněle i 200 cm. Vyrůstá ve volných trsech, ze kterých extravaginálně odbočují výběžky, které často spolu navzájem vytvářejí husté rohože. Rostlina má sice širokou, ale poměrně jen plytce sahající kořenovou soustavu tvořenou tenkými kořínky.
Bylina má sterilní stébelné výhonky a současně s nimi v trsu vyrůstají plodná stébla nesoucí květenství. Stébla jsou dole bohatě větvená, tuhá, hladká, přímá nebo obloukovitě vystoupavá a dorůstají do délky 20 až 80 cm. Mívají po délce čtyři až sedm kolének s úzkými hladkými pochvami, z kterých vyrůstají listy se stočenou vernací. Poléhavá stébla mají schopnost ve vlhkém prostředí v kolénkách zakořenit.
Stálezelené listy jsou většinou lodyžní, bývají bez ouška a mají dlouhý, špičatý či na konci roztřepený jazýček. Jejich čepel je tuhá, plochá, čárkovitá, spíše matně zelené a na svrchní straně mělce rýhovaná.
Květenství je světlá lata klásků, dlouhá 4 až 20 cm a široká 0,5 až 3 cm, vespod je přetrhovaná, za květu bývá rozkladitě jehlancovitá a před květem i po odkvětu stažená. Nestejně dlouhé větvičky květenství bývají uspořádané v přeslenech po pěti až patnácti. Jednokvěté klásky jsou kopinaté, dlouhé do 3 mm, světle zelené, žlutavé až slabě fialové. Plucha i pleva jsou bez osin a pluška má asi poloviční délku pluchy. V květu jsou tři tyčinky s prašníky a dvě blizny. Jsou cizosprašné a bývají opylované drobným létavým hmyzem, blanokřídlým, dvoukřídlým i brouky.
Plod je suchá, medově žlutá podlouhlá obilka (semeno) s jemně průsvitnou pluchou. Štíhlá obilka bývá dlouhá do 2 mm a široká jen 0,5 mm, je velmi lehká a do 1 gramu se jich vejde 12 000 až 20 000.

## Rozmnožování
Rozšiřuje se semeny a nadzemními či těsně pod povrchem rostoucími výhonky. Jedna rostlina může dát několik desítek tisíc obilek, které ve zralosti vypadávají do blízkosti mateřské rostliny. Na větší vzdálenosti se rozšiřují jako nežádoucí příměs kulturních plodin, transportem hnoje či kompostu nebo přenosem zemědělskou technikou či zvířaty. Pokud semena nezapadnou hluboko do půdy, klíčí velmi dobře. Po zasetí má nízkou konkurenční schopnost, vyvíjí se pomalu, velmi pozdě nasazuje na kvetení a je řazen mezi pozdní trávy.
Mnohem rychleji a úspěšněji než semeny se rozšiřuje svými nadzemními rozvětvenými výhonky a v menší míře také kratšími, v malé hloubce rostoucími bílými oddenky. Rostlina není na teplo příliš náročná, dobře snáší polostín a rychle se rozrůstá po vlhčích a kyprých půdách, na kterých vytváří husté kolonie.

## Význam
Psineček výběžkatý je druhem vytrvalé trávy, která bývá vhodným doplňkovým krmivem pro dobytek, ve vlhčích oblastech bývá doséván na louky sloužící pro pastvu i na kosení. Ve dvou sečích se může sklízet a sušit na seno, které je považováno za průměrné výživné. Pro semenářství se využívá první seče, není však pro samovolné vypadávání zralých obilek příliš snadné.
Dobře se uplatňuje v okrasných zahradách kde se požaduje sečení na nízkou výšku, které tato rostlina dobře snáší. Je vhodný pro osetí jamkovišť golfových hřišť a pro některé typy okrasných trávníků. Má sice pomalý počáteční vývoj, ale později je schopen rychle vyplnit mezery a rozšířit se na velké plochy. Na písčitých půdách však v suchých obdobích vyžaduje závlahu. Životnost porostu se počítá, v závislosti na půdě a údržbě, na dobu od pěti po devět roků.
V orné půdě psineček výběžkatý představuje ve větším množství nežádoucí plevel, zvláště v okopaninách a obilninách. Obzvláště nepříjemný je v zavlažovaných zahradách, kde jsou pro jeho vyhubení nutné častější okopávky a navíc odkopnuté výhonky za vlhka opět snadno koření. Na polích se dospělé rostliny i semenáče úspěšně hubí hlubokou orbou, byliny překlopené hlubší vrstvou půdy rychle odumírají.
Jsou vyšlechtěné také okrasné odrůdy, které se na jaře vysévají do truhlíků a jejich mladé, svěže zelené výběžky vytvářejí přes léto zajímavé převisy.

## Populační trend
Následný celosvětový populační trend psinečku výběžkatého je Mezinárodním svazem ochrany přírody považován za stabilizovaný (LC).